# Tilkovszky Béla
Tilkovszky Béla (Vojtech Tilkovský; Lőcse, 1902. augusztus 18. – Prága, 1978. április 10.) művészettörténész, szerkesztő, művészeti író.

## Élete
Apja lőcsei rendőrkapitány, anyja Thaly Kálmán unokája volt.
1920 után Budapesten közgazdaságtant, 1921–1924 között a bécsi Külkereskedelmi Főiskola, illetve a Bécsi Egyetem rendkívüli művészettörténet hallgatója, 1926–1928 között a pozsonyi Comenius Egyetemen művészettörténetet tanult, de elvégezte a francia–német szakot is. 1929-ben bölcsészdoktori címet szerzett. 1928–1929-ben párizsi ösztöndíjas volt, ahol a 19. század festészetével foglalkozott. Mesterei voltak: Max Dvořák, Jozeph Strzygowski, František Žákavec, Schneider, Henri Focillon.
Bécsben szoros kapcsolatban volt Kassák Lajossal. A két világháború között szerkesztői és kritikusi tevékenységével az elsők között állt az avantgárd művészet pártjára Szlovákiában. 1923-ban Csehszlovákiában A Szép címmel művészeti folyóiratot alapított, mely a komáromi Jókai Egyesület és a kassai Kazinczy Társaság kiadásában jelent meg. 1929-ben Párizsban Magyar Európa címmel kezdeményezett irodalmi és művészeti folyóiratot. Részt vett Divald Kornél szepességi kutatásaiban. 1924-ig a Kassai Napló munkatársa, 1924-től aktívan bekapcsolódott a szlovák nyelvű DAV lap szerkesztésébe is. 1927–1928-ban a pozsonyi A Reggel szerkesztője.
Az 1930-as években a Csehszlovák Rádió pozsonyi magyar adásának szerkesztője volt, aminek következtében a magyar írók részére tág lehetőség nyílt. Brogyányi Kálmánnal is dolgozott. 1932-ben Bujnákkal szerkesztette és az ő Litevna irodalmi kiadójában jelentette meg a Slovensky náučný slovník háromkötetes enciklopédiát. Az első bécsi döntés előestéjén az általa vezetett pozsonyi magyar rádióadás magyarellenes éle miatt érték támadások.
A második világháború idején a Szlovák Rádió külügyi osztályának vezetője, majd a Propaganda Hivatal munkatársaként dolgozott. A háború után egyes állítások szerint közreműködött a kitelepített magyarok ügyeinek intézésében. Prágában, illetve Pozsonyban töltött be különböző tisztségeket, többek közt művészettörténetet tanított a Comenius Egyetemen, de a magyar kulturális életben már nem vett részt. Magyarságát nemcsak karrierizmusból, hanem szerelemből is feladta. Nagy figyelmet szentelt Magyarország művészettörténetének és Kassák Lajos életművének. 1956–1959-ben a pozsonyi Výtvarný život, majd 1959-1970 között a prágai Umění a řemesla című művészeti folyóirat szerkesztője, illetve főszerkesztője volt. A felső-magyarországi gótikus, valamint a 19. és 20. századi képzőművészetet kutatta. 1970-ben vonult nyugdíjba.
Tanítványa volt többek között Kubička Kucsera Klára. 1929 körül Szóbel Géza portrét készített róla.
1926-tól a Csehszlovákiai Magyar írók Szervezete választmányi tagja. 1927-ben többekkel ki akartak lépni a Csehszlovákiai Magyar Újságírók Szindikátusából. 1930-tól A Csehszlovákiai Magyar Újságírók Uniója elnöki tanácsának tagja, 1933-tól ügyvezető titkára volt. Az 1937-ben alakult, de a politikai változások miatt elhalt Magyar Demokrata Írókör választmányi tagja volt.

## Művei
A kassai Esti Újságban verseket is publikált. Publikált az aradi Genius Szlovenszkói Helikon rovatában is. 1929-ben a Korunkban Otokar Březina költészetét méltatja. 1957–1958 között jelentek meg írásai a pozsonyi Hétben és Új Szóban (T. B. és T. szignóval), ezekben kölcsönösen közvetített a két nemzet és ország művészete között, illetve 1964-1969 között a pozsonyi Irodalmi Szemle hasábjain (T. szignóval).
- 1922 Téli történet. Bécs (Jó Pajtás melléklete)
- 1925 Egymásmellett. Budapest (verseskötet)
- 1929 Wolker költészete. A Reggel
- 1951 Daumier
- 1954 Dominik Skutecký. Bratislava
- 1959 A csehszlovák népművészet gazdag lehetőségei. Magyar Nemzet 1959 február 4.
- 1960 Prípad Csontváry. Výtvarné umění 1960/1
- 1961 Egy cseh festőművésznő Nagybányán. Művészet 1961/8
- 1961 Mánes. Budapest
- 1962 Ladislav Čemický. Bratislava
- 1962 Nagybánska kolónia a jej maliarstvo. Výtvarný život 1962/10
- 1962 Antonin Kybal gobelinművészete. Művészet 1962/7
- 1962 Míla Doleželová. Művészet 1962/9
- 1963 Ešte o Kosztkovi. Kultúrny život 1963/3
- 1963 Štefan Bednár. Bratislava
- 1964 Štursa. Budapest
- 1964 Honty Tibor. Irodalmi Szemle 1964/6
- 1964 Csemicky László. Irodalmi Szemle 1964/9
- 1964 D. H. Kahnweiler vallomásai. Irodalmi Szemle 1964/10
- 1965 Pór Bertalan 1880–1964. Irodalmi Szemle 1965/2
- 1965 Csók István. Irodalmi Szemle 1965/6
- 1965 A magyar grafika. Irodalmi Szemle 1965/9
- 1966 Reiner Márton. Irodalmi Szemle 1966/3
- 1966 Derkovits Gyula. Irodalmi Szemle 1966/9
- 1967 Pocta Kassákovi. Výtvarná práce 1967/20
- 1968 Myslbek. Budapest
- 1968 A modern magyar grafika. Irodalmi Szemle 1968/9
- 1968 Szóbel Géza (1906–1964). Irodalmi Szemle 1968/10
- 1969 Reihentál Ferenc. Irodalmi Szemle 1969/3
- 1970 Pocta Kassákovi. Výtvarné umění 1970/4
- 1975 Kassákův „Autoportrét s pozadím”. Umění 1975/2
- Az én Kassák Lajosom. In: Illés Ilona – Taxner Ernő (szerk.): Kortársak Kassák Lajosról. Budapest